# Tegrodera latecincta
Tegrodera latecincta är en skalbaggsart som beskrevs av Horn 1891. Tegrodera latecincta ingår i släktet Tegrodera och familjen oljebaggar. Inga underarter finns listade i Catalogue of Life.

## Bildgalleri

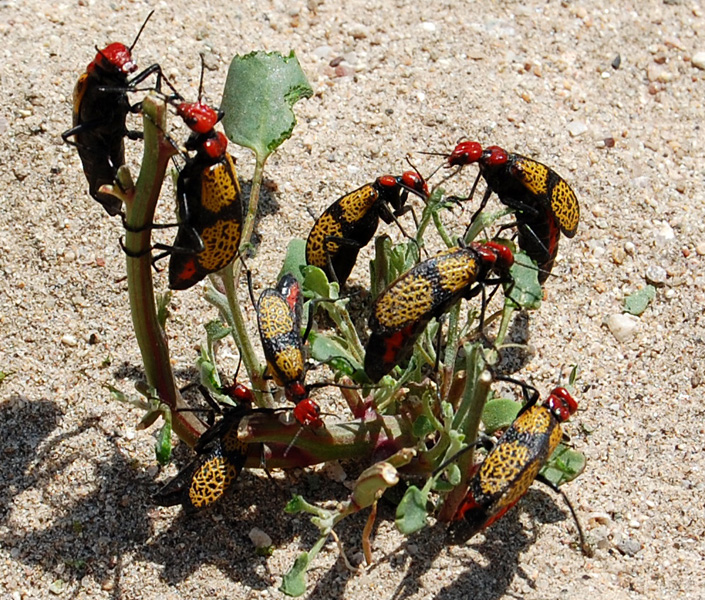